# Eurytoma paramygdali
Eurytoma paramygdali är en stekelart som beskrevs av Zerova och Fursov 1991. Eurytoma paramygdali ingår i släktet Eurytoma och familjen kragglanssteklar.
Artens utbredningsområde är Turkmenistan. Inga underarter finns listade i Catalogue of Life.